# Bruce Glover
Pour les articles homonymes, voir Glover.
Bruce Glover est un acteur américain né le 2 mai 1932 à Chicago (Illinois) et mort le 12 mars 2025. Père de l'acteur Crispin Glover, il est notamment connu pour son rôle de tueur dans le film Les diamants sont éternels de la saga James Bond. Il donne ensuite des cours de comédie. Parmi ses autres apparitions notables au cinéma, on compte des rôles dans Justice Sauvage (1973), Chinatown (1974), et Le Bagarreur (1975).

## Biographie
Issu d'une famille ouvrière Bruce Glover est né le 2 mai 1932 à Chicago, Au début des années 1950, Glover posait à temps partiel comme mannequin à l'institut d'art local. En 1953, il fut appelé dans l'armée américaine pour deux ans et servit six mois en Corée, il étudie à l'Université Northwestern, où il obtint un diplôme d'orthophonie, Bruce Glover s'installa en Californie en 1965, Il a été marié deux fois, d'abord avec Connie Overstake de 1949 à 1950, puis avec la danseuse Marion Elizabeth Lillian « Betty » Krachey, de 1960 à sa mort en 2016, de cette union né Crispin Glover. Bruce Glover est décédé dans un hôpital de Los Angeles le 12 mars 2025, à l'âge de 92 ans.

## Filmographie
- 1958 : The Verdict Is Yours
- 1959 : Never Steal Anything Small : Stevedore (non crédité)
- 1965 : Who Killed Teddy Bear : Frank
- 1965 : Frankenstein contre le monstre de l'espace : Membre d'équipage martien / Le monstre de l'espace (non crédité)
- 1965 : Les Yeux bandés : Sailor in Cab (non crédité)
- 1966 : Hawk, l'oiseau de nuit (série télévisée) : Murray Slaken
- 1967 : Sweet Love, Bitter
- 1968 : L'Affaire Thomas Crown de Norman Jewison : Le responsable de la banque (non crédité)
- 1968 : Dayton's Devils : Lui-même
- 1970 : C.C. and Company : Capitaine Minuit
- 1971 : Bless the Beasts and Children de Stanley Kramer : Hustler
- 1971 : Les diamants sont éternels  de Guy Hamilton : Mr. Wint
- 1972 : Gunn la gâchette : Ray Kriley
- 1973 : Un petit Indien (One Little Indian) de Bernard McEveety : Schrader
- 1973 : Justice sauvage (Walking Tall) de Phil Karlson : Grady Coker
- 1974 : Chinatown de Roman Polanski : Duffy
- 1974 : L'Homme qui valait trois milliards (The Six Million Dollar Man) (série télévisée) - Saison 1, épisode 06 : Capitaine Voda
- 1975 : Le Bagarreur ( Hard Times) de Walter Hill :  Doty
- 1975 : Justice sauvage 2 (Walking Tall Part II) d'Earl Bellamy : Grady Coker
- 1975 : L'Homme qui valait trois milliards (The Six Million Dollar Man) (série télévisée) - Saison 3 épisode 4 : M. Buckner
- 1977 : Les risque-tout (Stunts) de Mark L. Lester : Chuck Johnson
- 1977 : Justice sauvage 3 (Final Chapter: Walking Tall) de Jack Starrett : Grady Coker
- 1977 : L'Homme qui valait trois milliards (The Six Million Dollar Man) (série télévisée) - Saison 4, épisode 18 : Shérif Burgess
- 1978 : L'Homme qui valait trois milliards (The Six Million Dollar Man) (série télévisée) - Saison 5, épisode 17 : Viktor Bellushyn
- 1979 : Chips  (série télévisée) : Chuck Norris
- 1980 : Sultan and the Rock Star : Alec Frost
- 1981 : Pour l'amour du risque : Wikes
- 1982 : No Soap : Rôle intervieweur.
- 1983 : Shérif, fais-moi peur (The Dukes of Hazzard) (série TV) (saison 6, épisode 8 "Une affaire de collier hasardeuse"): Wilbur
- 1983 : The Big Score : Koslo
- 1986 : Chasse sanglante (Hunter's Blood) de Robert C. Hughes : One-Eye
- 1987 : Big Bad Mama II : Morgan Crawford
- 1988 : Les Damnés du passé : Dealer
- 1989 : L'Indésirable : Gene Hufford
- 1990 : Penny Ante: The Motion Picture : Roy
- 1991 : Popcorn de Mark Herrier : Vernon
- 1991 : Chaindance d'Allan A. Goldstein : Casey
- 1991 : Shakespeare's Plan 12 from Outer Space
- 1992 : Street Wars : Chef Reed (non crédité)
- 1993 : Warlock: The Armageddon d'Anthony Hickox : Ted Ellison
- 1995 : Night of the Scarecrow : Thaddeus
- 1997 : American Hero : Général Clover
- 1998 : Spoiler : Priest
- 1998 : Die Hard Dracula : Docteur Van Helsing
- 1998 : Suicide, the Comedy : Lap Dance Bob (non crédité)
- 2001 : Ghost World : Feldman, l'homme en fauteuil roulant
- 2005 : Will Unplugged : Warren
- 2006 : Evil Twins (Simon Says) de William Dear : Sam
- 2007 : Broke Sky : Rufus
- 2007 : It is Fine! Everything Is Fine. : L'ex-Mari
- 2009 : Buffalo Bushido : Javier
- 2010 : Six Days in Paradise : Frank Burns
- 2014 : Scammerhead : Wyndham Bawtree
- 2015 : Hiszpanka : Kubryk